# Reggiolo
Reggiolo este un oraș în provincia Reggio Emilia, regiunea Emilia-Romagna, Italia. În 2007 avea o populație estimată de 9185 de locuitori. Carlo Ancelotti este originar din acest oraș, iar pilotul de Formula 1 Lorenzo Bandini este înmormântat acolo.

## Demografie
Reggiolo - evoluția demografică

|  | Graficele sunt indisponibile din cauza unor probleme tehnice. Mai multe informații se găsesc la Phabricator și la wiki-ul MediaWiki. |

Date: Recensăminte sau birourile de statistică - grafică realizată de Wikipedia